# 阿尔凯特昂瓦勒
阿尔凯特昂瓦勒（法語：Arquettes-en-Val，法語發音：[aʁkɛt ɑ̃ val] ⓘ，意为“谷地中的阿尔凯特”）是法国奥德省的一个市镇，位于该省中部，属于卡尔卡松区。

## 地理
阿尔凯特昂瓦勒（43°6'13"N, 2°30'8"E）面积9.31 平方千米，位于法国奧克西塔尼大區奥德省，该省份为法国南部沿海省份，北起塔恩省，西北接上加龙省，西接阿列日省，南至东比利牛斯省，东临地中海，东北与埃罗省接壤。
与阿尔凯特昂瓦勒接壤的市镇（或旧市镇、城区）包括：法雅克昂瓦勒、拉巴斯蒂德昂瓦勒、塞尔维耶斯昂瓦勒、维莱特里图尔、瓦勒德达涅。

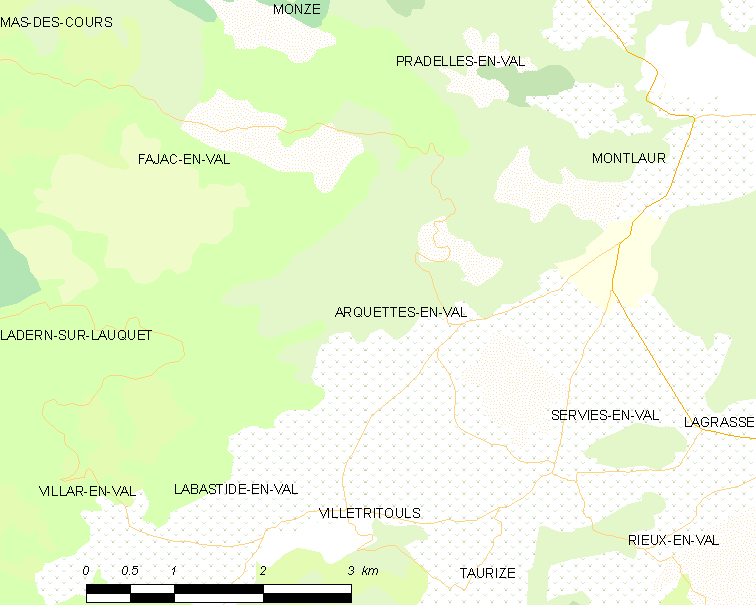
阿尔凯特昂瓦勒的OSM定位图

阿尔凯特昂瓦勒的时区为UTC+01:00、UTC+02:00（夏令时）。

## 行政
阿尔凯特昂瓦勒的邮政编码为11220，INSEE市镇编码为11016。

## 政治
阿尔凯特昂瓦勒所属的省级选区为亚拉里克山县。

## 人口

1962-2008年间阿尔凯特昂瓦勒人口变化图示

阿尔凯特昂瓦勒于2022年1月1日时的人口数量为79人。